# 母野駅
母野駅（はんのえき）は、岐阜県郡上市美並町上田にある、長良川鉄道越美南線の駅である。駅番号は15。

## 歴史
1957年に美濃洲原駅（現・洲原駅）が開業するまでは、洲原神社への最寄駅として参詣客で賑わった。

### 年表
- 1927年（昭和2年）
  - 4月10日：鉄道省越美南線板取口駅（現・湯の洞温泉口駅） - 当駅間延伸時に終着駅の美濃洲原駅（みのすはらえき・初代）として開設[2]。旅客・貨物取扱開始[3]。
  - 10月9日：当駅 - 美濃下川駅（現・大矢駅）間延伸[2]。
- 1956年（昭和31年）12月20日：木尾駅（こんのえき・初代）に改称[1][3]。翌1957年に美濃洲原駅（2代目、現・洲原駅）が新設[1]。
- 1959年（昭和34年）10月10日：貨物取扱廃止[1][3]。
- 1961年（昭和36年）4月27日：荷物扱い廃止[3][4]、無人駅化[1][5]。
- 1986年（昭和61年）12月11日：越美南線が長良川鉄道へ転換。同社の駅となる[2][3]。母野駅に改称[2][3]。同時に木尾駅（2代目）が新設[2]。

## 駅構造
単式ホーム1面1線のホームを有する地上駅。

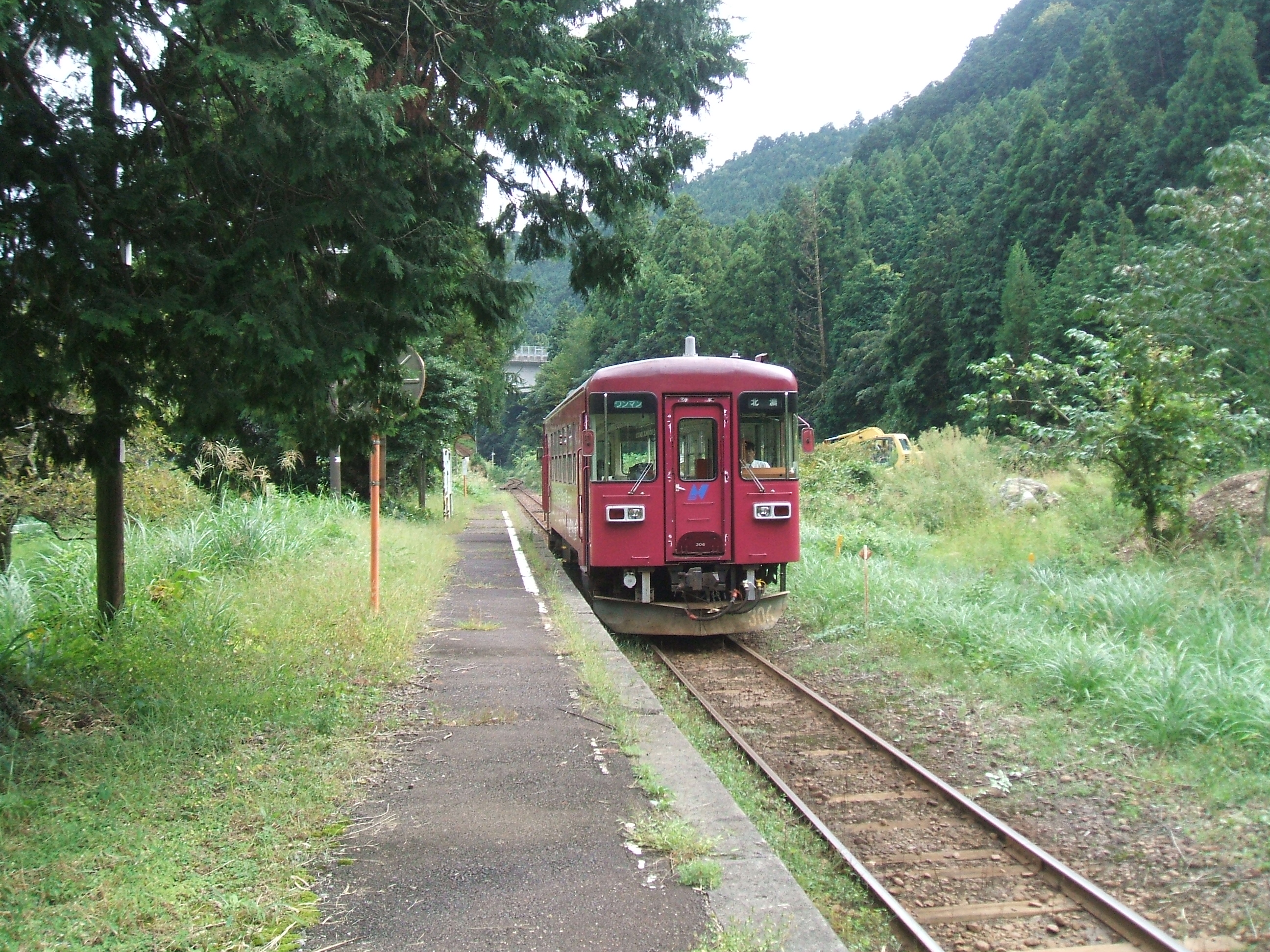
ホームの様子
列車（306号車）が停車中

無人駅。トイレ・駅舎は無いが、ホーム中央付近に待合室が設置されている。この待合室は信号扱所の名残りである。自動券売機・清涼飲料水等の自動販売機は設置されていない。

## 利用状況
| 年度               | 1日平均乗車人員 |
| ------------------ | --------------- |
| 2011年（平成23年） | 4               |
| 2012年（平成24年） | 3               |
| 2013年（平成25年） | 3               |
| 2014年（平成26年） | 4               |
| 2015年（平成27年） | 3               |

## 駅周辺
駅前にラフティングが楽しめる施設と、飲食店が数軒並ぶドライブインがある。駅のすぐ南以南は美濃市であり、当駅は郡上市南端に位置する。
- 長良川

## 隣の駅
長良川鉄道
■越美南線
洲原駅（14） - 母野駅（15） - 木尾駅（16）